# فریبا اسدی
فریبا اسدی فعال مدنی و زندانی سیاسی اهل ایران است. وی به‌جرم «تبلیغ علیه نظام» و «عضویت در گروه‌های مخالف نظام» دستگیر و به یک سال محکوم شده‌است.

## دستگیری و حبس
فریبا اسدی، فعال سیاسی پادشاهی‌خواه است در بهمن ۱۳۹۹ توسط نیروهای امنیتی جمهوری اسلامی به‌جرم «تبلیغ علیه نظام» و «عضویت در گروه‌های مخالف نظام» دستگیر شد. او مجدداً در ۱۳ دی ۱۴۰۰ از منزل خود بازداشت به‌جهت تحمل یک سال حبس به زندان زنان قرچک منتقل شد.

### بیماری
به‌گزارش هرانا، فریبا اسدی در زنان بابت بیماری روماتیسم و کلیه دچار مشکلاتی شده‌بود؛ اما به‌دلیل مخالفت با انتقال به بیمارستان با دستبند، مسئولان زندان از اعزام او به بیمارستان ممانعت کردند.

## اعتصاب
فریبا اسدی، در تاریخ ۸ اسفند ۱۴۰۰ اعتراض به ضرب‌وشتم توسط یکی از زندانیان و عدم اصل تفکیک در زندان قرچک دست به اعتصاب غذا زد. او در تاریخ ۲۲ اسفند به اعتصاب خود پایان داد.